# Diapauza

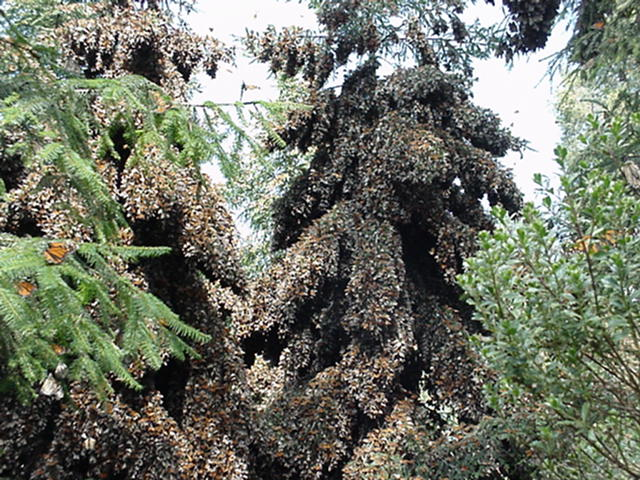
Jedle obsypané přezimujícími monarchy, Angangueo, Mexiko

Diapauza je zpomalení životních pochodů organismu, jež se vyskytuje u mnoha živočišných druhů. Pro diapauzu je charakteristická snížená rychlost metabolismu, která může způsobit znecitlivění.
Známe několik fází diapauzy, každá z nich se vyskytuje v jiné fázi vývoje jedince, neboť ke zpomalení životních pochodů může dojít u kukly, vajíčka, larvy i u dospělého organismu.